# Dakazo
El Dakazo fue una serie de acciones tomadas por el gobierno venezolano forzando a las tiendas de electrodomésticos, principalmente Daka, a vender productos a precios mucho más bajos el 8 de noviembre de 2013, semanas antes de las elecciones municipales ese mismo año y un mes antes de Navidad. Los cambios de precios ayudaron a que el partido gobernante, el PSUV, ganaran algunas de las elecciones municipales, pero causaron saqueos y escasez de productos en los siguientes meses.

## Antecedentes
A finales de noviembre de 2013, el presidente Nicolás Maduro admite en un discurso ante grandes empresarios que existen «dificultades serias» con una economía «de crecimiento débil e inflación alta», y reconoce que la economía venezolana va a crecer «por debajo del 2%». Para suavizar las consecuencias del deterioro económico, la pérdida de empleo y la escasez, Maduro anuncia un plan para mantener las empresas produciendo en diciembre y enero. Entre las medidas más significativas se encuentran la creación de la “Corporación Nacional para la Logística y Servicio de Transporte del Comercio Interno”, con el fin de mejorar el transporte y la distribución de productos.

## Plan de Navidad Feliz y Dakazo
El Dakazo se refiere a un conjunto de medidas adoptadas por el gobierno venezolano con el objetivo de forzar a las tiendas minoristas de electrónica y hogar a vender sus productos a precios bajos, encontrándose Daka como la tienda más importante, el 8 de noviembre de 2013, semanas antes de las elecciones municipales y un mes antes de Navidad. El gobierno de Venezuela afirmó que Daka había etiquetado precios para sus productos con más del 1000%, esto es debido a los controles de divisas del gobierno, un mercado negro de divisas aprobadas para las importaciones y corrupción entre los vendedores y funcionarios del gobierno. El anuncio de la reducción en los precios provocó el saqueo de tiendas y almacenes en varias ciudades de Venezuela. Los ajustes de precios forzados a Daka ayudaron al partido gobernante, PSUV, ganar en algunas de las elecciones municipales, sin embargo, la venta masiva de bienes causó una mayor escasez en los meses siguientes a las elecciones.
Durante la temporada de compras de Navidad de 2014, el gobierno venezolano también puso en marcha una iniciativa denominada "Plan Navidad Feliz", un plan que involucró auditorías sobre ventas y la reducción forzada de los precios que el gobierno consideró inadecuados. Analistas advirtieron que este tipo de acciones pueden originar una repetición de actos similares a los acontecidos con el Dakazo, donde las tiendas Daka en Venezuela todavía se están recuperando de la escasez causada por las ventas y saqueos. Poco después del inicio del plan, los clientes se quejaron de que los juguetes de los niños populares ya habían sido vendidos en las tiendas. El presidente Maduro se encontraba experimentando récord de bajos de índices de aprobación; Reuters señaló que el plan de Navidad Feliz parecía similar a la estrategia del Dakazo, donde la popularidad y los índices de aprobación de Maduro aumentaron brevemente durante la temporada navideña de 2013. Días más tarde, Reuters llamó al plan "reescribiendo el Dakazo" después de que miles de venezolanos se reunieron de manera similar en las tiendas de Daka recibiendo reducciones de precios de hasta el 50%, sólo unas semanas después de que algunas tiendas de Daka informaran su primer reaprovisionamiento desde el Dakazo.